# شعب جيدو
شعب جيدو (بالإنجليزية: Gedeo people)‏ هي مجموعة عرقية في جنوب إثيوبيا في منطقة جيدو يتكلمون بلغة الجيدو وهي إحدى اللغات الأفروآسيوية.